# Beth Hatefutsoth

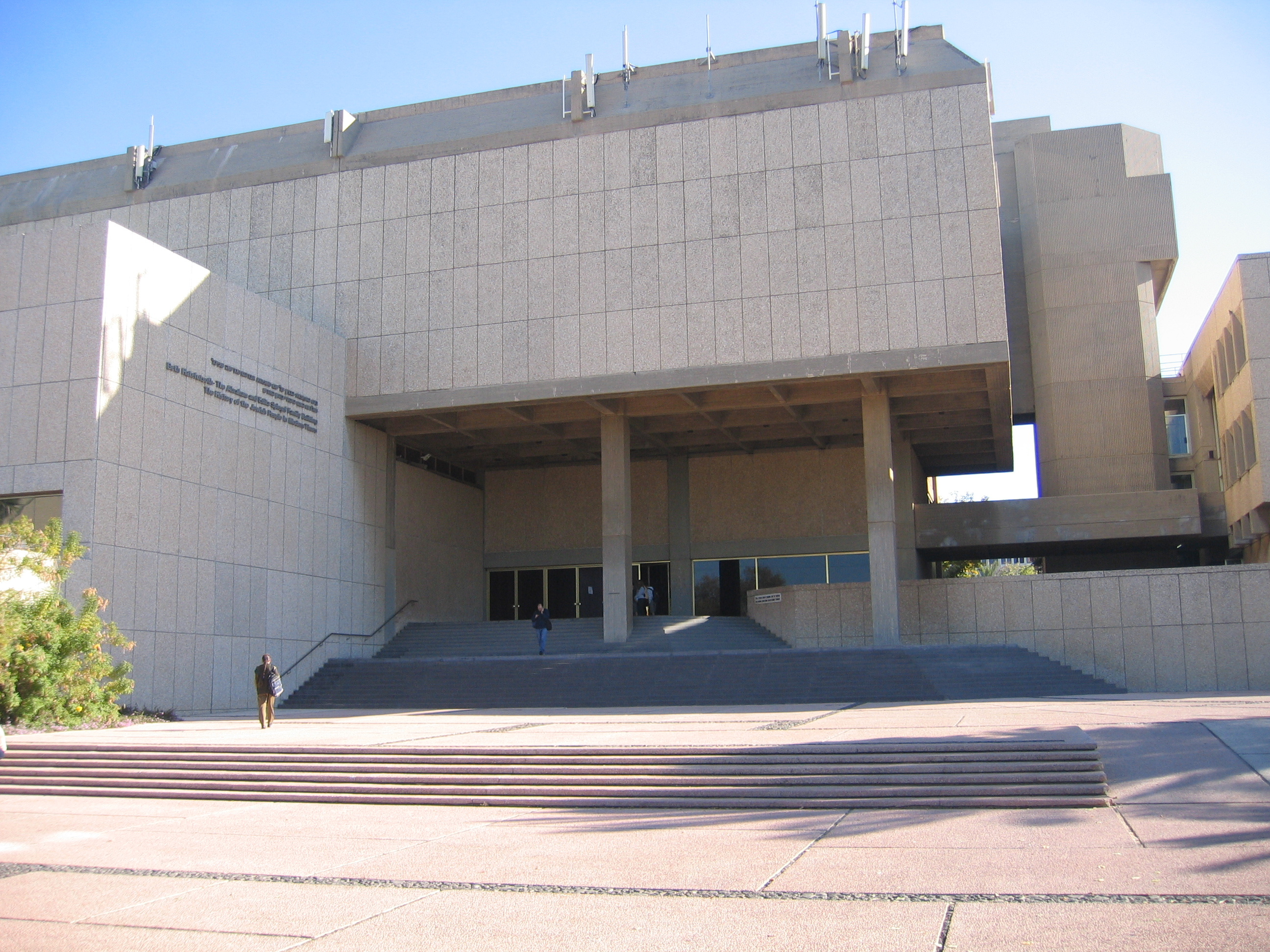

Bảo tàng Nahum Goldmann của người Do Thái Diaspora hay Beth Hatefutsoth là một bảo tàng lịch sử nhân chủng học dành riêng cho các cộng đồng Do Thái trên thế giới. Bảo tàng được thành lập vào năm 1978 sau 10 năm xây dựng. Bảo tàng là một phần của trường Đại học Tel Aviv và cũng có một trung tâm giáo dục để nghiên cứu về văn hóa dân gian của người Do Thái. Bảo tàng cũng là một trung tâm tài liệu và bảo tồn bộ nhớ của người Do Thái và gia đình người Do Thái đã bị giết hoặc bị phá hủy trong vụ chống Do Thái.